# Marquesat de Llombai

Corona de marquès.

El Marqués de Llombai, també conegut com a marqués de Lombay o Llombai, és un títol nobiliari espanyol creat pel rei Carles I el 7 de juliol de 1530 per elevació del títol de la baronia de Llombai a marquesat, a favor de Francesc de Borja i Aragó, fill del tercer duc de Gandia, de la casa de Borja. El seu nom es refereix al municipi valencià de Llombai (Ribera Alta del Xúquer). El títol es va convertir en l'ostentat per l'hereu de la casa de Gandia.
El 30 de març de 2016, el Ministeri de Justícia va publicar en el Butlletí Oficial de l'Estat l'aprovació de la Reial Carta de Successió del títol a favor d'Ángela María de Solís-Beaumont y Téllez-Girón per defunció de sa mare, Ángela María Téllez-Girón i Duc d'Estrada.

## Marquesos de Llombai
- Sant Francesc de Borja (1510 - 1572),
- Carles de Borja i Castro (1530 - 1592),
- Francesc Tomàs de Borja i Centelles (1592 – 1595),
- Francesc Carles de Borja (1573 – 1632),
- Francisco Diego Pascual de Borja Centellas Doria y Carreto (1596 – 1664),
- Francisco Carlos Pascual Borja y Centellas Doria y Colonna (1626 – 1665),
- Pascual Francisco de Borja y Centellas Ponce de León (1653 – 1716),
- Luis Ignacio de Borja y Centellas Fernández de Córdoba (1673 – 1740),
- María Ana Antonia de Borja y Centellas Fernández de Córdoba (1676 – 1748),
- Francisco de Borja Alonso-Pimentel Vigil de Quiñones de Borja y Centellas,
- María Josefa Pimentel,
- María Dolores Téllez-Girón de Dominé
- Ángela María Téllez-Girón y Duque de Estrada,
- Ángela María de Solís-Beaumont y Téllez-Giron,